# Sequence V
Sequence V of Horizontaal beeld is een artistiek kunstwerk in Amsterdam-Oost, Watergraafsmeer.
Het is een creatie van Henk van Bennekum uit 1987 dat is gelegen in een groenstrook langs de Hugo de Vrieslaan ter hoogte van de Pasteurstraat. Het laat een aantal piramides zien, die steeds minder hoog worden, maar vanwege de gelijke breedte steeds langer (of van de andere kant piramides die steeds hoger worden). Het gevaarte meet 55 bij 2 bij 2 meter (lengte, breedte, hoogte). Het is van thermisch verzinkt staalplaat. Van Bennekum liet zich mede inspireren door de lengtewerking van beeld in verhouding tot de groenstrook en het ritme van de aangeplante bomen.

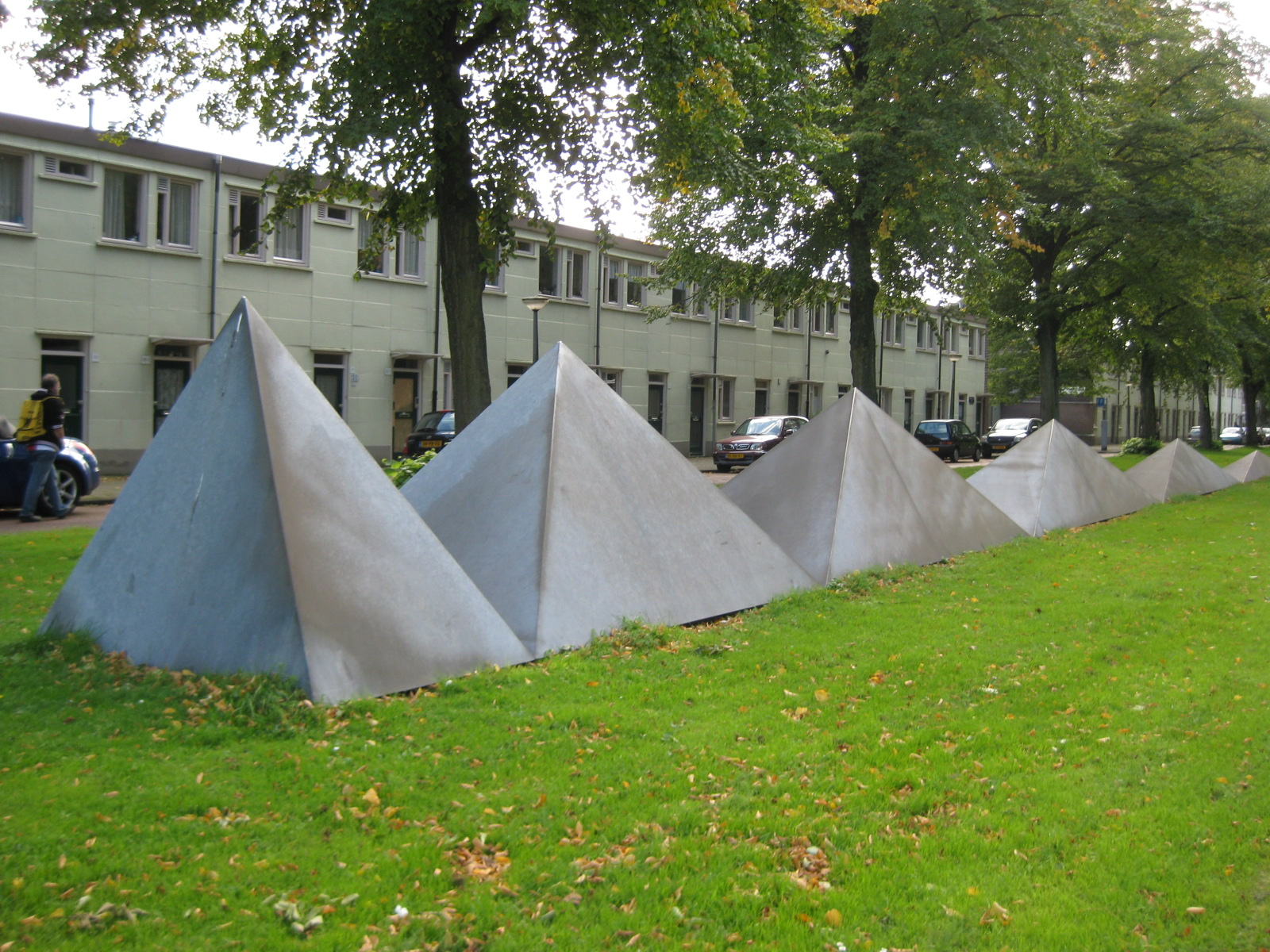
Sequence V in 2011